# روحان (إب)
روحان هي إحدى قرى الجمهورية اليمنية. تتبع جغرافيا لمحافظة إب وإداريًا لمديرية الشعر. يبلغ تعداد سكانها 1086 نسمة حسب الإحصاء الذي أجري عام 2004.